# Warren Ellis (muzyk)
Warren Ellis (ur. 14 lutego 1965 w Ballarat w Australii) – australijski skrzypek, multiinstrumentalista i kompozytor, związany z formacją The Bad Seeds. Od 1995 najbliższy współpracownik Nicka Cave’a. Wspólnie komponują muzykę filmową oraz dowodzą grupą Grinderman. 

## Życiorys
We wczesnych latach osiemdziesiątych przeniósł się z Ballarat do Melbourne, gdzie ukończył studia uzyskując Diploma of Education z muzyki i języka angielskiego. Przez kilka lat uczył w szkole drugiego stopnia, po czym zaczął pisać muzykę dla jednego z teatrów. Grał również z lokalnymi artystami i zespołami takimi jak: Charlie Marshall, The Blackeyed Susans, Dave McComb z The Triffids. W 1992 stworzył własne trio Dirty Three, z którym gra instrumentalnego, eksperymentalnego rocka. Formacja nagrała dziewięć płyt. 
W 1994, kiedy Nick Cave nagrywał album Let Love In, trafił do zespołu Nick Cave and the Bad Seeds, jako skrzypek wynajęty na sesje. W 1995 zaczął okazjonalnie grać na koncertach wraz z Nick Cave and the Bad Seeds, a dwa lata później formalnie dołączył do grupy uczestnicząc w nagraniach płyty The Boatman’s Call. W 2002 roku nagrał solowy minialbum zatytułowany Three Pieces for Violin, zaś w 2006 wraz z Nickiem Cave'em i innymi muzykami The Bad Seeds utworzył poboczny projekt Grinderman.
Z Nickiem Cave'em skomponował ścieżki dźwiękowe do filmów: Propozycja, Zabójstwo Jesse’ego Jamesa przez tchórzliwego Roberta Forda, Droga.
21 września 2009 została wydana dwupłytowa składanka zatytułowana White Lunar, na której znalazły się fragmenty ścieżek dźwiękowych z wyżej wymienionych filmów jak również z The Girls of Phnom Penh oraz The English Surgeon.
23 lutego 2021 ukazał się album Carnage w postaci cyfrowej, który powstał w wyniku współpracy z Nickiem Cave'em. Na 28 maja 2021 muzycy zapowiedzieli wersję na nośnikach fizycznych.
Mieszka w Paryżu z żoną Delphine Ciampi Ellis i dziećmi - Roscoe i Jacksonem.